# Aonides californiensis
Aonides californiensis är en ringmaskart som beskrevs av Rioja 1947. Aonides californiensis ingår i släktet Aonides och familjen Spionidae. Inga underarter finns listade i Catalogue of Life.